# Серия Magnavox Odyssey
Odyssey (Magnavox Odyssey, Philips Odyssey) — серия игровых приставок производства Magnavox и Philips (после покупки в 1974 году концерном Philips подразделения электроники и бытовой техники Magnavox). Классические представители приставок Pong-типа. Выпускались в 1975—1977 годах.

## История
После достаточно неуспешного запуска Magnavox Odyssey (приведшего, тем не менее, к созданию нового рынка игровых приставок), компания Magnavox решила выпустить новую приставку, которую можно было бы более успешно продавать. Основными целями были упрощение и удешевление производства и увеличение возможностей приставки.
В 1973 году Ральф Бер начал разработку консоли, при этом его интересовала возможность создание одного или нескольких чипов, которые составляли бы основу системы — управляли выводом графики и звука, обрабатывали сигналы с манипуляторов, хранили игровую логику. С этой целью он обращается в компании General Instruments, MOS Technology, Texas Instruments и другие.

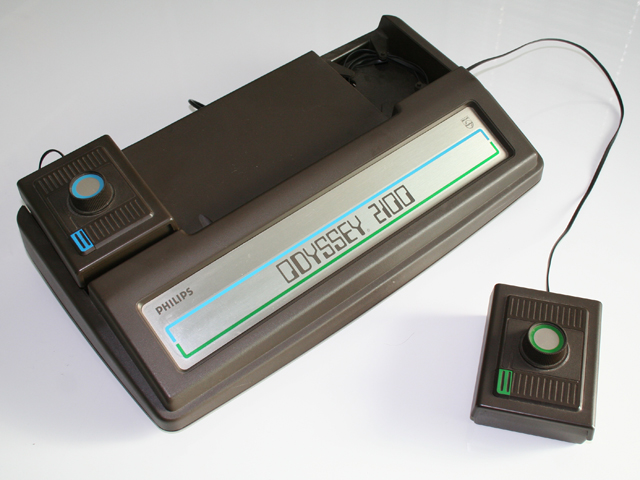
Philips Odyssey 2100

В конечном итоге Magnavox подписала контракт с National Semiconductor и Texas Instruments. Первая компания предложила одночиповое решение, вторая решила создать систему из нескольких чипов, а Бер в то же время продолжил разработку приставки с использованием дискретных компонентов. Обе компании определили предельный срок сдачи своих проектов на январь-февраль 1975 года. Однако к началу весны только TI смогли предложить свои чипы.
Осенью того же года Magnavox выпустила новую консоль Magnavox Odyssey 100, основанную на решении Texas Instruments. По сравнению с оригинальной Magnavox Odyssey, это был шаг назад: картриджи были упразднены, манипуляторы жестко закрепили на корпусе приставки, игр осталось всего две (теннис и хоккей), а кроме того, Odyssey 100 не умел отображать счёт на экране телевизора, в отличие от прямого конкурента — Atari Pong. Однако себестоимость и, соответственно, цена приставки снизились.
До конца 1975 года Magnavox успела выпустить ещё одну игровую систему — Magnavox Odyssey 200 (в Австралии приставка вышла под маркой Philips), которая была улучшенной версией Odyssey 100: за счёт двух дополнительных чипов была реализована новая игра — Smash (напоминала сквош), и появилось отображение счета, пусть и в достаточно простом виде: одно очко отображалось квадратиком, как только одна из двух полосок квадратиков доходила до края экрана, игра заканчивалась победой одного из игроков. Таким образом Magnavox имела уже две приставки, притом в разных сегментах — низшей и высшей ценовой категории.
В 1976 году на рынок выбрасывается ещё одна консоль — Magnavox Odyssey 300. Эта система разительно отличалась от 100 и 200 моделей: она была построена на чипе General Instruments AY-3-8500, имела отображение счёта цифрами и всего три игры (теннис, хоккей и Smash), тогда как чип поддерживал шесть.
Magnavox Odyssey 400 и Magnavox Odyssey 500 были выпущены в том же 1976 году, они — прямые наследники Odyssey 200. В первой приставке появилось отображение счёта цифрами, а вторая принесла с собой цветную и достаточно продвинутую для того времени графику: игроки отображались не точками на экране, а человечками (теннисисты с ракетками, хоккеисты с клюшками и так далее).
В 1977 году появляются ещё три модели — Magnavox Odyssey 2000, 3000 и 4000. Все они основаны на чипе компании General Instruments и были стандартными системами Pong-типа для того времени. Magnavox планировала выпустить и Magnavox Odyssey 5000, однако этой консоли не суждено было увидеть свет: началась новая эра приставок. В 1978 году серия была свернута, а компания запустила полноценную игровую систему — Magnavox Odyssey².

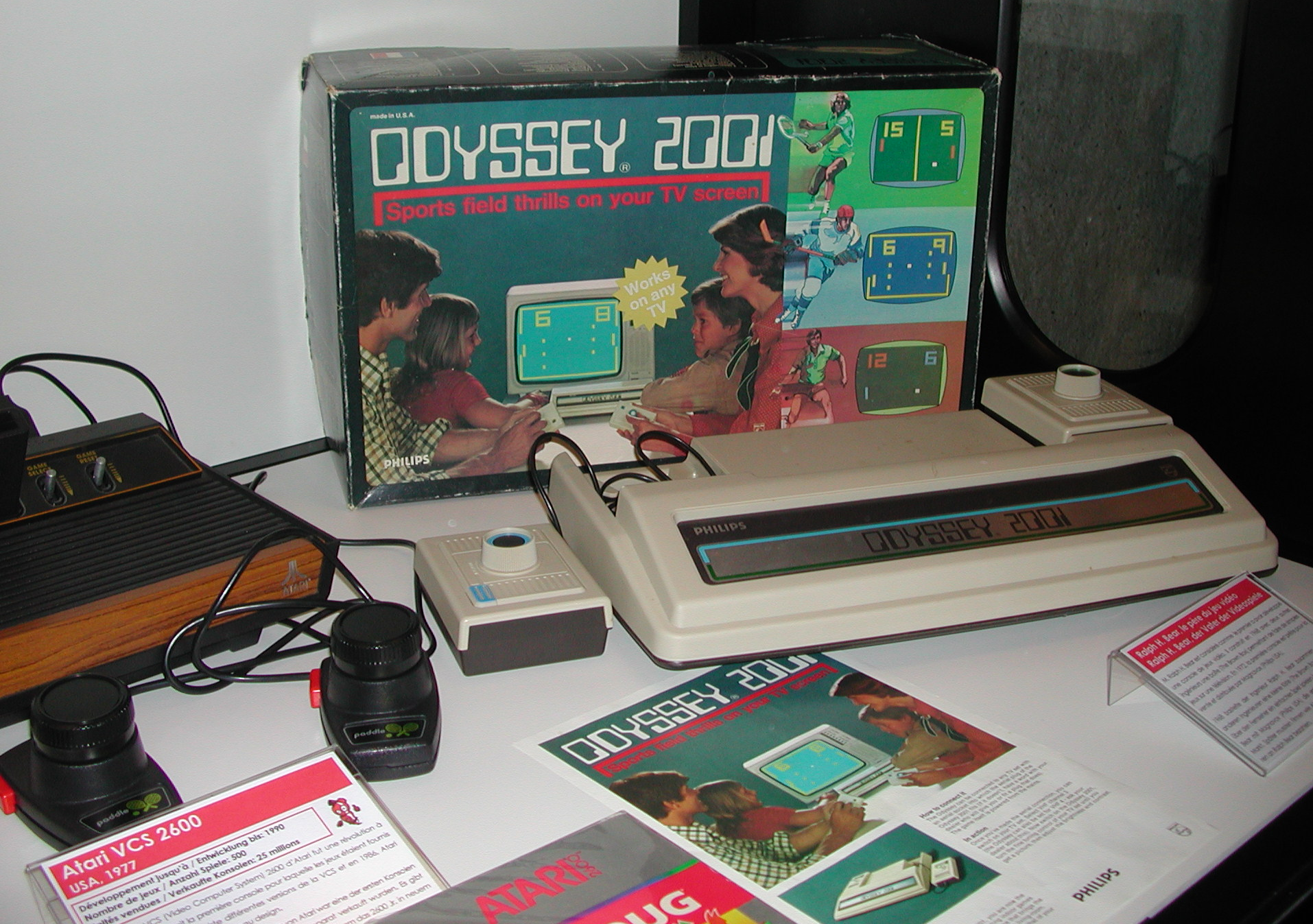
Philips Odyssey 2001

Также следует упомянуть о системах, которые продавались под маркой Philips в Европе: Philips Odyssey 200, Philips Odyssey 2001 и Philips Odyssey 2100. Philips Odyssey 200 была полным аналогом Magnavox Odyssey 200, а модели 2001 и 2100 не имели аналогов в США, хотя корпусом напоминали Odyssey 4000 (только джойстики были заменены на кнопки). Odyssey 2001 была выпущена в 1977 году, 2100 — на год позже. Основаны на достаточно мощных чипах производства National Semiconductor, благодаря чему монтажная плата значительно меньше размеров корпуса.

## Характеристики
Всю серию можно условно разделить на две части: консоли, построенные на базе чипов Texas Instruments и на базе чипов General Instruments/National Semiconductor.
Первых можно узнать по характерным шести манипуляторам paddle-типа, сгруппированным по три штуки в двух углах приставки. С их помощью каждый игрок мог контролировать движение платформы на экране по вертикали и горизонтали, а также управлять эффектом отражения, который позволял изменять траекторию полета мяча.
Вторые имели всего по одному манипулятору paddle-типа для каждого игрока (кроме Magnavox Odyssey 4000, на котором были установлены полноценные джойстики). При этом последние модели (4000, 2001, 2100) были оснащены проводными манипуляторами.

## Модификации
| Название              | Игры | Год выпуска | Чип              | Особенности                                               |
| --------------------- | --- | ----------- | ---------------- | --------------------------------------------------------- |
| Magnavox Odyssey 100  | Теннис, хоккей (всего 2 игры)                                                                                                | 1975        | TI SN764xx       |                                                           |
| Magnavox Odyssey 200  | Теннис, хоккей, Smash (всего 3 игры)                                                                                         | 1975        | TI SN764xx       | Аналог Odyssey 100; новая игра и счёт на экране           |
| Magnavox Odyssey 300  | Теннис, хоккей, Smash (всего 3 игры)                                                                                         | 1976        | GI AY-3-8500     |                                                           |
| Magnavox Odyssey 400  | Теннис, хоккей, Smash (всего 3 игры)                                                                                         | 1976        | TI SN764xx       | Аналог Odyssey 200; цифровой счёт на экране               |
| Magnavox Odyssey 500  | Сквош, теннис, хоккей, Smash (всего 4 игры)                                                                                  | 1976        | TI SN764xx       | Аналог Odyssey 400; цветная графика, новая игра           |
| Magnavox Odyssey 2000 | Сквош, теннис, хоккей, Smash (всего 4 игры)                                                                                  | 1977        | GI AY-3-8500     | Аналог Odyssey 300; новая игра                            |
| Magnavox Odyssey 3000 | Сквош, теннис, хоккей, Smash (всего 4 игры)                                                                                  | 1977        | GI AY-3-8500     | Аналог Odyssey 2000; новый корпус, проводные манипуляторы |
| Magnavox Odyssey 4000 | Всего 8 игр | 1977        | GI AY-3-8500     | Аналог Odyssey 3000; новый корпус, манипуляторы-джойстики |
| Magnavox Odyssey 5000 | 24 игры (семь вариаций, для двух и четырёх игроков)                                                                          | Не выпущена | Signetics MUGS-1 |                                                           |
| Philips Odyssey 200   | Теннис, хоккей, Smash (всего 3 игры)                                                                                         | 1976        | TI SN764xx       | Полный аналог Magnavox Odyssey 200; выпущена в Европе     |
| Philips Odyssey 2001  | Сквош, теннис, хоккей (всего 3 игры)                                                                                         | 1977        | NS MM-57105      | Проводные манипуляторы paddle-типа                        |
| Philips Odyssey 2100  | Wipe-Out (игра, похожая на Breakout), Flipper (напоминает крикет), гандбол, теннис, футбол, хоккей (всего 23 вариации 6 игр) | 1978        | NS MM-57186      | Проводные манипуляторы paddle-типа                        |